# Метрополітен Сюйчжоу
Метро Сюйчжоу — система швидкого транспорту в Сюйчжоу, провінція Цзянсу, Китай. Будівництво почалося в лютому 2014 року, 1 лінія була відкрита 28 вересня 2019 року, 2 лінія була відкрита 28 листопада 2020 року, а 3 лінія була відкрита 28 червня 2021 року.
До 2020 року планується, що мережа буде складатися з трьох ліній загальною протяжністю близько 67 кілометрів. Очікується, що загальний обсяг інвестицій становитиме 44,3 мільярда юанів. Планується, що система складатиметься з 11 ліній і 323 кілометри колії, коли вона повністю побудована.
За перший рік роботи кількість пасажирів склала 7,5 мільйонів (2019).

## Лінії в експлуатації
| Лінія  | Термінали (район)          | Термінали (район)                   | Початок             | Найновіші Розширення | Довжина км | Станції |
| ------ | -------------------------- | ----------------------------------- | ------------------- | -------------------- | ---------- | ------- |
| 1      | Luwo (Туншань )            | Xuzhoudong Railway Station (Цзяван) | 28 вересня 2019 р   |                      | 21,97      | 18      |
| 2      | Keyunbei Station (Туншань) | Xinchengqudong (Цзяван)             | 28 листопада 2020 р |                      | 24.25      | 20      |
| 3      | Xiadian (Гулоу)            | Gaoxinqu'nan (Туншань)              | 28 червня 2021 р    |                      | 18.13      | 16      |
| Всього | Всього                     | Всього                              | Всього              | Всього               | 64,35      | 54      |

### Лінія 1
Першу лінію почали будувати в лютому 2014 року. Перша фаза становить 21,9 км., завдовжки та має 18 станцій (17 підземних і одну надземну). Він пролягає від Луво на заході до залізничної станції Сюйчжоудун на сході. У червні 2018 року було повідомлено про завершення будівельних робіт на 95%, залишаючи в основному прокладку шляхів, оздоблення та електромеханічні установки. 30 серпня 2018 року залізничні роботи було оголошено завершеними, а електромеханічні установки та оздоблення оголошено як «інтенсивні роботи». Відкрито 28 вересня 2019 року. Лінія 1 проходить зі сходу на захід, починаючи від станції Луво в районі Туншань на заході та закінчуючи на залізничній станції Сюйчжоудонг в районі Цзяван на сході. Він проходить через райони Цюаньшань, Гулоу та Юньлун, охоплюючи східно-західний коридор пасажиропотоку міста Сюйчжоу. Важливі вузли в центрі міста Сюйчжоу, районі Башань і Новому районі Чендун з’єднуються з комерційними центрами, такими як Народна площа, площа Пенчен, площа Хуайхай і Ванда Плаза, а також швидко з’єднуються з двома великими транспортними вузлами пасажирського транспорту, залізничним вокзалом Сюйчжоу та залізницею станцією Сюйчжоудун.

### Лінія 2
Лінія 2, відкрита 28 листопада 2020 року, становить 24,2 км., довгою з 20 станціями метро. Лінія повністю підземна. Друга лінія метро Сюйчжоу була другою відкритою лінією метро в місті Сюйчжоу. Це магістральна лінія з півночі на південь на схід і захід, яка проходить через старе місто та новий район Сюйчжоу, охоплюючи північні та південно-східні коридори пасажиропотоку міста, з’єднуючи район Цзюлішань, старе місто та нове місто.

### Лінія 3
Лінія 3 відкрилася 28 червня 2021 року, 18,13 км,. на першому етапі з 16 станціями метро, дві з яких є пересадочними. Він пролягає між Сядянем і Гаосінцюнанем, з’єднуючи північну зону, центральну зону та південну зону міста Сюйчжоу.

## Лінії в стадії будівництва
| Лінія | Термінали (район)           | Термінали (район)          | Початок          | Довжина км | Станції |
| ----- | --------------------------- | -------------------------- | ---------------- | ---------- | ------- |
| 4     | Tuolanshanlu                | Qiaoshangcun               | У розробці       | 29,4       | 19      |
| 5     | Olympic Sports Center South | Xukuangcheng               | У розробці       | 24,6       | 20      |
| 6     | Huangshanlu                 | Xuzhoudong Railway Station | У розробці       | 22,9       | 15      |
| 7     |                             |                            | План затверджено |            |         |